# John Okafor
Pour les articles homonymes, voir Okafor.
John Okafor, de son nom complet John Ikechukwu Okafor, plus connu sous le nom de Mr. Ibu, né le 17 octobre 1961 à Umunekwu et mort le 2 mars 2024 à Lekki, est un acteur et humoriste nigérian,. Il est apparu dans plus de 200 films de Nollywood, y compris ceux de la série Mr. Ibu.

## Biographie

### Jeunesse et études
John Ikechukwu Okafor naît le 17 octobre 1961. Il est originaire d'Umunekwu, dans l'ancienne région orientale du Nigeria (aujourd'hui dans la zone de gouvernement local de Nkanu Ouest dans l'État d'Enugu). Après l'école primaire et la mort de son père en 1974, John Okafor déménage à Sapele pour rester avec son frère. À Sapele, il enchaîne les petits boulots pour pouvoir aller à l'école et subvenir aux besoins de sa famille, puis travaille comme coiffeur, s'aventure dans la photographie et travaille également dans une entreprise qui produit des caisses. Après l'école secondaire, il est admis au College of Education, à Yola, mais se retire en raison de difficultés financières. Il s'inscrit ensuite à l'Institute of Management and Technology (IMT), à Enugu.

## Carrière
John Okafor a joué dans plus de 200 films Nollywood, dont Mr. Ibu (2004), Mr. Ibu 2 (2005), Mr. Ibu and His Son, Coffin Producers, Husband Suppliers, International Players, Mr. Ibu in London (2005), Police Recruit (2003), 9 Wives (2005), Ibu in Prison (2006) et Keziah (2007),,.
Okafor était connu comme le « Borat du Nigeria » et en 2012, il a décrit l'homosexualité dans l'industrie de Nollywood comme un virus, déclarant : « S'il y a un moyen dans ce monde pour que les gens puissent l'arrêter ou le tuer, s'il vous plaît, faites-le ».
John Okafor s'est également lancé dans la musique pendant une courte période. Le 15 octobre 2020, il a sorti ses chansons intitulées This girl et Do you know,.

## Problèmes de santé
En octobre 2023, Okafor a révélé qu'il souffrait d'une maladie qui menaçait d'entraîner l'amputation d'une de ses jambes. Il a déclaré avoir été frappé par ce problème alors qu'il se trouvait sur un plateau de tournage avec d'autres acteurs de Nollywood. Il a appelé ses fans et le public à prier et à lui apporter une aide financière pour couvrir ses frais médicaux. Il a également partagé une vidéo de lui allongé sur un lit d'hôpital, exprimant sa peur de perdre sa jambe,.
La Fondation Abubakar Bukola Saraki, créée par l'ancien président du Sénat du Nigeria, a remboursé l'intégralité des frais médicaux de John Okafor à compter du 18 octobre 2023. La fondation a également déclaré que John Okafor avait encore besoin d'une aide financière importante pour subvenir à ses besoins à l'hôpital et pour se rendre à l'étranger afin d'y recevoir d'autres traitements,,.

### Maladie et mort
En novembre 2023, John Okafor subit une amputation de la jambe après avoir souffert d'une maladie qui a nécessité sept interventions chirurgicales. Sa famille a déclaré que l'amputation avait été faite pour le maintenir en vie et augmenter ses chances de guérison,.
Le 2 mars 2024, John Okafor meurt à l'hôpital Evercare de Lagos, à l'âge de 62 ans, des suites d'un arrêt cardiaque,.

## Vie privée
Avant sa carrière d'acteur, Okafor était boxeur, entraîneur de football et pratiquait le karaté. Il s'est marié deux fois au cours de sa vie. Il a plus de 10 enfants, dont l'un est décédé. Son fils Daniel et sa fille adoptive Jasmine ont été accusés d'avoir piraté le téléphone de John Okafor et de lui avoir volé 60 700 dollars. Ils ont été arrêtés en janvier 2024. Après la mort de John Okafor, Jasmine a renommé son compte TikTok, qui comptait un million de followers, à son propre nom et a supprimé toutes les vidéos dans lesquelles elle n'apparaissait pas.